# Constituția României din 1923

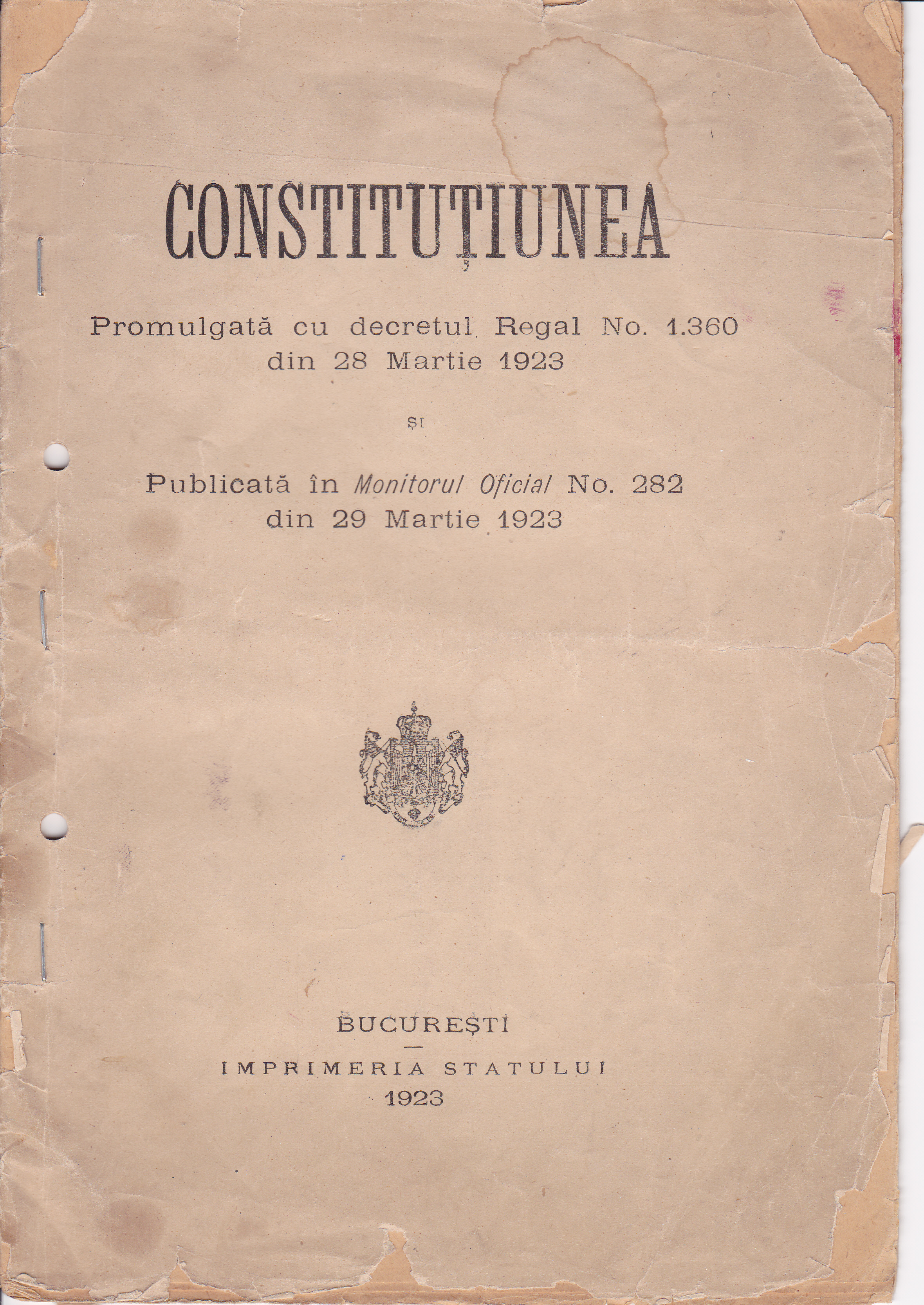
Coperta unei ediții oficiale din 1923.

Constituția din 1923 a afirmat cadrul constituțional actualizat al Regatului României, după schimbările sociale și economice, date de Marea Unire, dezvoltarea economică și reforma agrară.
Per total, Constituția din 1923 a fost o versiune mai democratică a celei din 1866, păstrând multe dintre reglementările acesteia, însă în același timp acordând drepturi și libertăți mai largi. Printre altele, noua constituție renunță la sistemul electoral cenzitar, adoptând în schimb votul universal.

## Context
În jumătatea de secol trecută de la adoptarea Constituției din 1866 au avut loc multe schimbări sociale și economice. României i se alăturaseră după Primul Război Mondial trei provincii (Basarabia, Bucovina și Transilvania), care depășeau  ca suprafață și populație însumată Vechiul Regat. Se dorea participarea noilor cetățeni la elaborarea unei noi Constituții, care să garanteze drepturile și libertățile minorităților etnice și confesionale, în număr mai mare după unire. De asemenea, se dorea protecția legilor reformei agrare din 1920-21, după exproprierea marilor latifundiari din 16 decembrie 1918. 
Proiectul de Constituție a fost supus dezbaterii parlamentare după instaurarea la 19 ianuarie 1922 a  guvernului Ion I.C. Brătianu. Proiectul a fost adoptat de Adunarea Deputaților la 26 martie 1923 și de Senat la 27 martie 1923. Constituția a fost sancționată și promulgată de regele Ferdinand I la 28 martie 1923 și a intrat în vigoare la 29 martie 1923, odată cu publicarea în Monitorul Oficial nr. 282. Constituția a contribuit la consolidarea Marii Uniri  și a reflectat schimbările sociale și economice ale României, dar a fost abrogată în 1938. 
Regele Mihai a repus în vigoare Constituția din 1923 după evenimentele de la 23 august 1944. Cu multe restricții și încălcări, generate de ocupația militară sovietică și de creșterea influenței politice a comuniștilor, Constituția din 1923 a fost în vigoare până la lovitura de stat de la 30 decembrie 1947 când comuniștii au proclamat republica populară, printr-o ședință măsluită  a Adunării Deputaților. A urmat o perioadă de vid constituțional, până la adoptarea la 13 aprilie 1948 a primei Constituții a  Republicii Populare Române.

## Dezvoltarea economică
Dezvoltarea industrială ridică probleme noi și creează noi categorii sociale, în organizarea minelor , a industriei , în prevenirea monopolurilor , etc.
Legile reformei agrare din 1920-21 în toate provinciile României sunt incluse în Constituție pentru a le acorda o protecție sporită . Proprietatea este garantată , dar nu este „sacră și neviolabilă” , iar exproprierea se poate face în „interesele generale directe ale Statului” . 

## Schimbările sociale
Schimbările sociale ale Marii Uniri fac necesară precizarea unei limbi oficiale, româna , și se afirmă întâietatea bisericii greco-catolică față de celelate culte, cu excepția bisericii ortodoxe . 
Votul universal și egal pentru bărbați a fost introdus în 1919, iar Constitutia recunoaște posibilitatea acordării „drepturilor politice” (de vot, de a fi ales, etc.) femeilor . Odată cu creșterea importanței presei cu numărul crescut al celor care puteau să citească și să scrie, drepturile și răspunderile presei sunt dezvoltate în mai mult detaliu .

## Puterile în stat
În contrast, atribuțiile celor trei puteri (legislativă, executivă și judecătorească) și relatiile dintre ele nu sunt substanțial modificate, comparativ cu Constituția din 1866, viabilă pentru peste jumătate de secol. 
- Puterea legislativă rămâne exercitată colectiv de adunările legislative (Senat și Adunarea Deputaților) și regele României;

- Puterea executivă rămâne încredințată Regelui, care o exercită „în modul regulat prin Constituțiune” (prin intermediul Guvernului format de partidul sau alianța care câștigă alegerile parlamentare), cu aceleași atribuții ca în Constituția din 1866. Expresia acestui principiu, larg cunoscută de public, era Regele domnește, nu guvernează.

- Puterea judecătorească rămâne atribuită Înaltei Curți de Casație și Justiție și instanțelor de judecată.

Schimbări sunt făcute în modul de alegere al senatorilor. Un număr de senatori proporțional cu populatia sunt aleși în vot direct , alți senatori sunt aleși de grupuri restrânse. De exemplu, câte unul din fiecare județ este ales de consiliile locale , de camere de comerț, etc. . De asemenea, sunt senatori aleși de universități  și alții care sunt membri de drept.
Durata sesiunii parlamentare este crescută de la trei la cinci luni pe an  și se specifică cu mai multe detalii răspunderea ministerială  și despre cum se verifică constituționalitatea legilor . Se înființează un Consiliu Legislativ , subsecretariate de stat , și un Consiliu Superior al Apărării Țării (CSAT) . 
Independența justitiei este întărită , dar se precizează de asemenea că justiția trebuie să aplice legile 
„ Puterea judecatorească nu are căderea de a judeca actele de guvernământ.  ”
fără să le interpreteze 
„ Interpretațiunea legilor cu drept de autoritate se face numai de puterea legiuitoare.”  ”